# Minneapolis
Minneapolis (wymowa: /ˌmɪniːˈæpəlɪs/) – miasto w Stanach Zjednoczonych, w stanie Minnesota. Największe miasto tego stanu, położone nad Missisipi. Nazywane jest „miastem jezior”. Stolica hrabstwa Hennepin. Miasto jest jednym z głównych miast obszaru metropolitalnego Minneapolis-Saint Paul.

## Historia
Osada założona w 1680 roku, przez misję franciszkańską. W 1820 roku powstał Fort Snelling, a w jego pobliżu dwa osiedla: Saint Anthony założone ok. 1839 roku, prawa miejskie od 1860 i Minneapolis założone ok. 1850 roku, prawa miejskie od 1867 roku. Obydwa miasta połączono w 1872 roku.
Obecnie Minneapolis jest głównym ośrodkiem przemysłu, handlu, nauki i kultury północno – środkowej części USA. Uniwersytet założony w 1851 roku, ze słynną galerią sztuki, Minneapolis Institute of Art ze zbiorami malarstwa europejskiego i sztuki prekolumbijskiej, Walker Art Center; znana orkiestra symfoniczna (Minneapolis Symphony Orchestra, obecnie Minnesota Orchestra, założona w 1903).

## Gospodarka
Minneapolis jest ośrodkiem przemysłu m.in. maszynowego, spożywczego, elektronicznego (komputery) i chemicznego. Ważna giełda zbożowa. Węzeł komunikacji drogowej i kolejowej, port na rzece Missisipi; port lotniczy Minneapolis-St. Paul.

## Miasta partnerskie
- Boosaaso, Somalia
- Cuernavaca, Meksyk
- Eldoret, Kenia
- Harbin, ChRL
- Ibaraki, Japonia
- Kuopio, Finlandia
- An-Nadżaf, Irak
- Nowosybirsk, Rosja
- Santiago, Chile
- Tours, Francja
- gmina Uppsala, Szwecja[1]
- Winnipeg, Kanada

## Sport
- NBA – Minnesota Timberwolves
- WNBA – Minnesota Lynx
- NHL – Minnesota Wild (Znajduje się w Saint Paul)
- NFL – Minnesota Vikings
- MLS - Minnesota United
- MLB-Minnesota Twins